# Chrysostoma
Chrysostoma is een geslacht van weekdieren uit de klasse van de Gastropoda (slakken).

## Soort
- Chrysostoma paradoxum (Born, 1778)